# Ксенотрикс

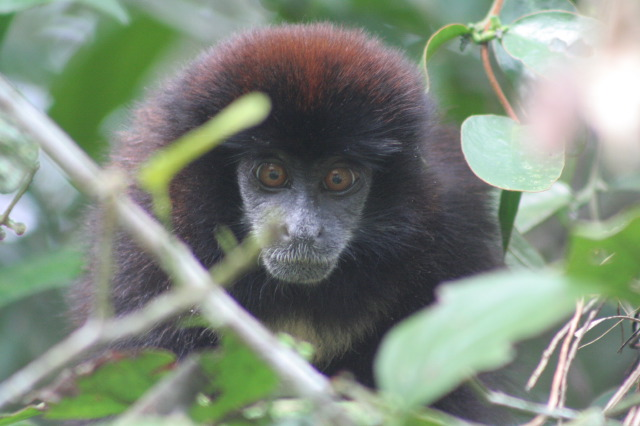
Cheracebus lucifer и другие виды этого рода — ближайшие родственники ксенотрикса

Ксенотрикс (лат. Xenothrix mcgregori) — исчезнувший вид широконосых обезьян из семейства саковых, являвшийся эндемиком Ямайки. Впервые останки вида были обнаружены в пещере Лонг-Майл Гарольдом Энтони в 1920 году. Единственный вид монотипического рода Xenothrix.

## Открытие
Гарольд Энтони является автором многих описаний видов карибских таксонов в 1920-х годах, а в его полевых заметках описывается обнаружение материала, принадлежащего обезьяне:

«17 января — весь день копали в пещере длиной в милю и нашли несколько хороших костей. Самой важной находкой была нижняя челюсть и бедренная кость маленькой обезьянки, найденные в жёлтом известняковом мусоре. Они не были связаны с человеческими останками, но находились не так далеко от них, чтобы можно было с уверенностью предположить, что это животное было интродуцированным видом. Он был глубже, чем любая из человеческих костей, по крайней мере, на 10-15 см…» 
Оригинальный текст (англ.)
“January 17 – Spent all day digging in the long mile cave and secured some good bones. The most important find was the lower jaw and femur of a small monkey, found in the yellow limestone detritus. It was not associated with the human remains but not so far from them that the animal must not be strongly suspected as an introduced species. It was deeper than any of the human bones by at least 10” to 1’…”
— Williams & Koopman, 1952
Окончательное описание вида было завершено только в 1952 году, когда два аспиранта, Эрнест Уильямс и Карл Купман, нашли бедро и фрагмент нижней челюсти, забытые в ящике в Американском музее естественной истории. Они с осторожностью отнеслись к таксономическому описанию примата, поскольку он имел общие черты с видами широконосых обезьян.

## Анализ
Маленькая нижняя челюсть имеет зубную формулу из 2 резцов, 1 клыка, 3 премоляров и 2 коренных зубов — в отличие от подавляющего большинства современных обезьян нового света (за заметным исключением игрунок). Она значительно крупнее, чем у современных игрунок, и работа Розенбергера в значительной степени исключила возможность того, что эти таксоны имеют близкое филогенетическое родство. Розенбергер предположил, что отсутствие третьего коренного зуба у ксенотриксов не является гомологичным по отношению к состоянию этого признака у игрунок. Он основывал свою оценку на длине коренных зубов по отношению к ряду коренных зубов и предполагаемом сохранении гипоконусов на M1-2, которые значительно уменьшились у мармозеток и тамаринов. Он также предположил, что ксенотриксы имеют близкое филогенетическое родство с родами Callicebus или Aotus. Его выводы были предварительными из-за фрагментарного характера материала.
Посткраниальные останки, обнаруженные Энтони в 1920-х годах, в конечном итоге были описаны Макфи и Флиглом, которые отнесли бедренную кость, тазобедренные суставы и большеберцовую кость к отряду приматов. Макфи и Флигл заявили, что посткраниальный скелет приматов мало похож на современные формы, но они интерпретировали бедренную кость как признак медленного лазания. Бедренная кость также имеет некоторое сходство с кинкажу. Они временно отнесли вид к семейству Xenotrichidae, пока дальнейший анализ не прояснил полностью родственные связи Xenothrix.

## Дальнейшие исследования
В 1990-х годах в результате нескольких экспедиций в пещеры на Ямайке были найдены дополнительные черепные и посткраниальные останки, принадлежащие ксенотриксу, в том числе часть нижней челюсти с нёбом и левым и правым P4-M2, большая часть верхней челюсти и части клиновидной кости. Это открытие подтвердило, что зубная формула этого таксона равна 2.1.3.2. С новым частичным лицом Горовица и Макфи смогли продолжить разработку гипотезы, впервые предложенный Макфи и др., что все Антильские обезьяны (остальные — две Кубинские обезьяны виды рода Paralouatta, Insulacebus toussaintiana и Antillothrix bernensis из Эспаньолы) принадлежали к монофилетической группе, наиболее тесно связанной с современными видами рода Callicebus.
Розенбергер возражал против этой гипотезы и предположил, что ксенотрикс был ямайской обезьяной-мирикиной, тем самым изменив свою прежнюю точку зрения. Он основывал свои выводы на довольно большом размере глазницы, о чём свидетельствует сохранившийся глазничный край, большая нижняя глазничная щель и большая I1 альвеола по сравнению с I2 альвеолой. Эти признаки характерны и для аота. Макфи и Горовиц протестировали эту альтернативную филогению с помощью обширных анатомических сравнений и расширенного анализа экономии с использованием PAUP*. Они утверждали, что монофилия антильских обезьян по-прежнему подтверждается на наиболее экономных деревьях, но на чуть менее экономных деревьях Aotus, по-видимому, связан с Xenothrix. Макфи и Горовиц отнесли антильских обезьян к подсемейству Xenotrichini — сестринской группе Callicebini.
Анализ ДНК показывает, что этот вид является разновидностью обезьян тити, родственных недавно признанному североамериканскому роду Cheracebus, который колонизировал Ямайку около 11 миллионов лет назад. Это моложе, чем самые древние окаменелости обезьян на Кубе, а значит, ямайские обезьяны имеют отдельное происхождение от других обезьян Больших Антильских островов.